# Oil City (Texas)
Oil City város az Amerikai Egyesült Államok Texas államában, Hutchinson megyében. 

## Népesség
A település népességének változása: